# Vanga

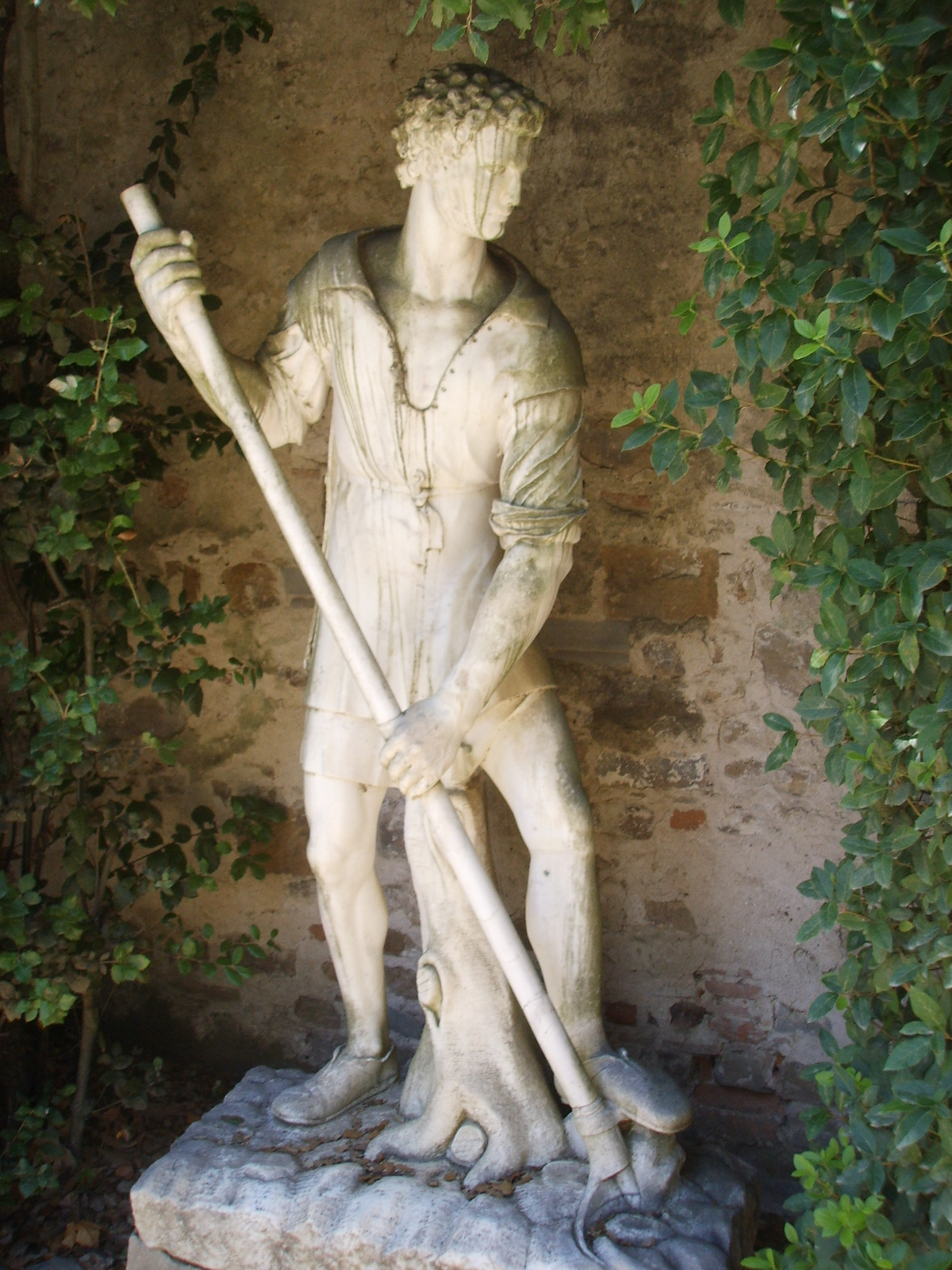
Boboli, Uomo che vanga

La vanga è un attrezzo usato nel campo agricolo per smuovere superficialmente la terra. Si usa per vangare l'orto e/o il giardino, cioè per dissodare il terreno suddividendolo in zolle che vengono rivoltate.
È vagamente simile ad una pala, ma si differenzia nell'uso perché viene spinta nel terreno con la forza del piede anziché delle braccia.

## Struttura
La vanga tradizionale è formata da una parte metallica detta lama e da un manico in legno. La vanga si usa come leva di 3º genere, e quindi si sottintende che possieda anche un fulcro di appoggio. Nella vanga tradizionale il fulcro di appoggio consiste nella zona in cui il manico si collega alla lama: al termine dell'infissione di quest'ultima nel terreno, questa zona di fulcro si viene a trovare a livello del suolo costituendo un naturale punto di appoggio durante il movimento rotativo che consente l'estrazione della zolla dal suolo, movimento imposto con una mano che solitamente spinge con forza verso il basso l'estremità del manico. La resistenza è rappresentata dalla zolla staccata appoggiata sulla parte medio-bassa della lama. Una volta separata la zolla e sollevata, la seconda mano afferra il manico il più possibile verso la lama, al fine di completare il sollevamento della stessa sopra il livello del suolo senza più l'appoggio di quest'ultimo. 
Una volta sollevata la zolla questa viene portata leggermente in avanti (sopra la cavità provocata dalla precedente vangata) ed un rapido movimento prevalentemente rotatorio lungo l'asse del manico consente la caduta della zolla che cadendo sul fronte di terreno già lavorato completa spontaneamente il suo rovesciamento, spesso frammentandosi ulteriormente.
- La parte in metallo, la lama, ha forma di scudo con la punta ben accentuata per penetrare nel terreno ed un discreto spessore che la rende rigida e pesante. Nella parte superiore, oltre l'incavo per il manico, ha un rinforzo sul bordo, il vangile, solitamente dalla parte destra, o una staffa separata, detta staffale, sulla quale si appoggia il piede che imprime la spinta per farla penetrare nel terreno. Per terreni particolarmente duri o argillosi, vi sono modelli di vanghe con la lama piccola di forma trapezoidale.

- Il manico è diritto, robusto, di sezione circolare; quelli attualmente in commercio sono in faggio, frassino e in casi rari tasso. Esiste anche il manico in ferro, in questo caso la vanga è interamente metallica, e quindi diventa più robusta, ma anche più pesante. Con i terreni particolarmente duri il manico in ferro resiste meglio alla rottura.

- Il fulcro non è presente nella vanga tradizionale, ma nel dopoguerra, negli anni cinquanta, è stata inventata una vanga con il fulcro che rende il lavoro molto più agevole, con un risparmio considerevole di sforzo e di fatica. Il fulcro è stato inventato anche come accessorio da applicare alla vanga, ad una altezza di 30 cm circa dal bordo superiore della lama.